# Huracán César–Douglas
El huracán César-Douglas fue uno de los pocos ciclones tropicales que sobrevivió al paso de la cuenca del Atlántico a la del Pacífico oriental, y el último en recibir un nuevo nombre de tormenta tras el paso. El huracán César fue la tercera tormenta con nombre y el segundo huracán de la temporada de huracanes del Atlántico de 1996. El sistema se formó en el sur del mar Caribe y afectó a varios países de Sudamérica antes de cruzar Nicaragua y adentrarse en el Pacífico oriental, donde recibió el nombre de huracán Douglas, la cuarta tormenta nombrada, el tercer huracán y el primer y más potente huracán de la temporada de huracanes del Pacífico de 1996. La tormenta causó la muerte de 113 personas en Centroamérica y Sudamérica y dejó a otras 29 desaparecidas, principalmente debido a inundaciones y deslizamientos de tierra.

## Historia meteorológica

### Huracán César
Los orígenes del huracán César fueron de una onda tropical y un área de baja presión alargada que emergió en el Atlántico desde la costa oeste de África el 17 de julio de 1996. Durante varios días, la onda se movió hacia el oeste sin ninguna organización, aunque un anticiclón en altura proporcionó condiciones favorables para la desarrollo. El 22 de julio, la convección, o tormentas eléctricas, aumentó a lo largo de la onda a medida que se acercaba a las Islas de Barlovento del sur. La presión superficial disminuyó de manera constante a medida que el sistema se movía a través de las Antillas Menores, y una circulación comenzó a desarrollarse cerca de Trinidad y Tobago. Con base en datos de superficie y satelitales, se estima que el sistema se convirtió en depresión tropical Tres a las 18:00UTC del 24 de julio cerca de la Isla Margarita, frente a la costa norte de Venezuela. Operacionalmente, el Centro Nacional de Huracanes (NHC) no lo consideró como depresión tropical hasta 18 horas después. Con una zona de alta presión inusualmente fuerte sobre las Bahamas, la depresión tropical se desplazó hacia el oeste a través del Caribe sur, cerca de la costa norte de Sudamérica. Alrededor de las 12:00 UTC del 25 de julio, impactó la isla de Curazao, que reportó vientos sostenidos de 45 mph (72,4 km/h). La observación indicó que la depresión alcanzó la categoría de tormenta tropical, aunque operativamente no se elevó hasta el día siguiente, momento en el que el Centro Nacional de Huracanes (CNH) la denominó tormenta César. Tras cruzar Curazao, la tormenta se desplazó cerca o sobre la península de La Guajira, en el extremo norte de Colombia. Su proximidad a Sudamérica impidió un fortalecimiento significativo hasta la noche del 26 de julio, cuando alcanzó aguas abiertas del suroeste del mar Caribe.

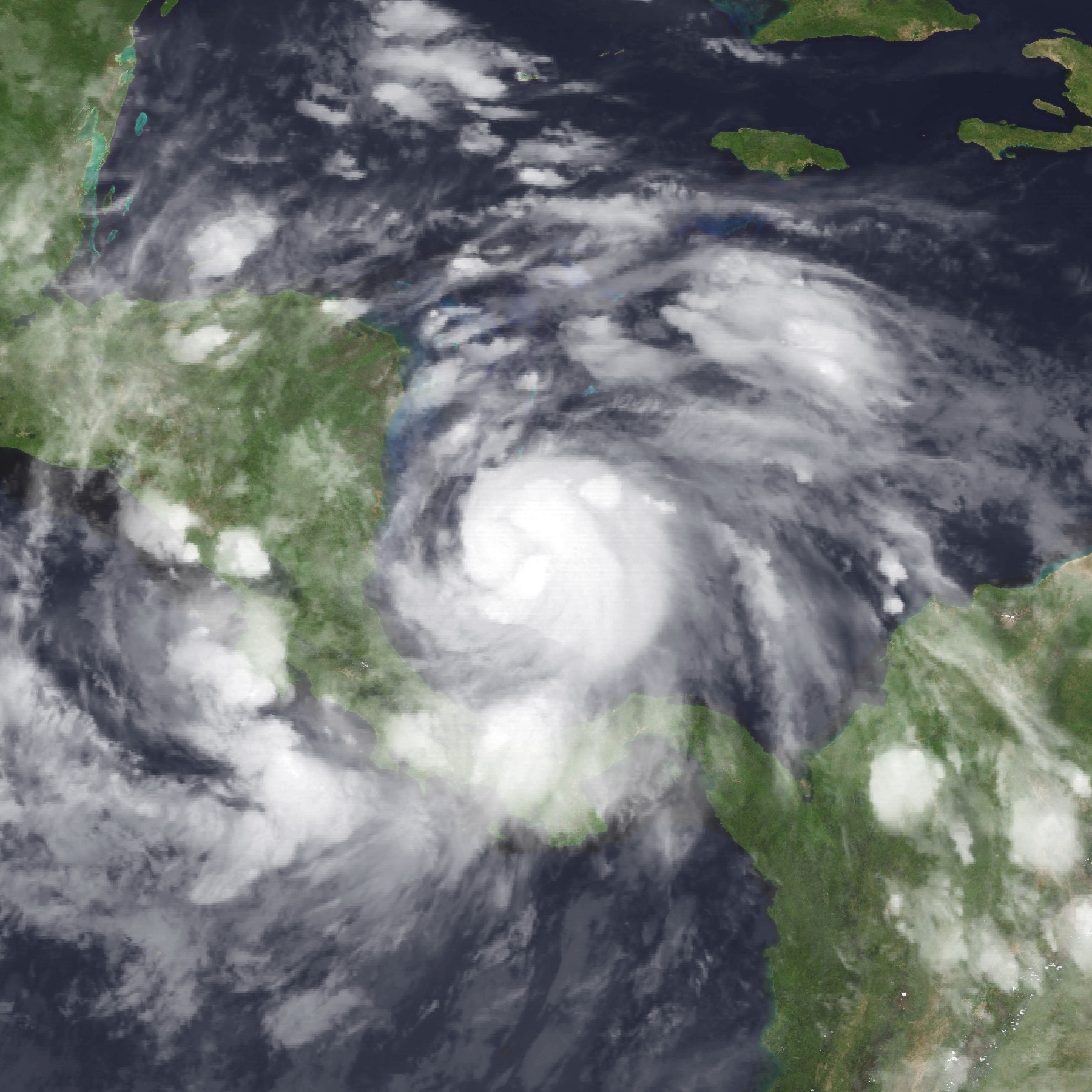
El huracán César tocó tierra en Nicaragua el 27 de julio

El 27 de julio, Cesar alcanzó la categoría de huracán a medio camino entre Nicaragua y Colombia. Más tarde ese mismo día, el huracán pasó sobre la isla de San Andrés. Al acercarse Cesar a Centroamérica, se formó un ojo de ciclón de 17 millas (27 km), rodeado de convección profunda en forma de pared del ojo. Alrededor de las 04:00 UTC del 28 de julio, el huracán Cesar tocó tierra justo al norte de Bluefields, Nicaragua, con vientos de 75 mph (115 km/h). Se desplazó rápidamente hacia el oeste-norte a través del país, debilitándose a tormenta tropical y emergiendo al océano Pacífico oriental el 29 de julio. Esto convirtió a César en el ciclón tropical más reciente en atravesar la cuenca del Atlántico hasta el Pacífico oriental hasta que el huracán Otto logró la misma hazaña en 2016. Además, tras la disipación del huracán Cesar-Douglas se produjo un cambio de política que determinó que las tormentas futuras conservarían su nombre original al cruzar a otra cuenca.

### Huracán Douglas
Al llegar al Pacífico, el sistema fue renombrado depresión tropical Siete-E, pero en un análisis posterior se determinó que el ciclón permaneció como tormenta tropical mientras cruzaba Centroamérica. Una vez determinado operativamente su estatus de tormenta tropical, se le denominó tormenta tropical Douglas. En aquel momento, el acuerdo con la Organización Meteorológica Mundial (OMM) preveía que las tormentas cambiaran de nombre si cruzaban del Atlántico al Pacífico. A medida que la tormenta se movió hacia el oeste, se intensificó rápidamente y formó una formación similar a un ojo a las 09:00 UTC del 29 de julio. Poco después, Douglas alcanzó la categoría de huracán a unas 115 mi (185,1 km) al suroeste de la frontera entre Guatemala y México. Alrededor de ese momento, los modelos de predicción de ciclones tropicales anticiparon dos escenarios para el futuro de Douglas: uno era una trayectoria hacia el noroeste que tocaría tierra cerca de Acapulco, y el otro era una trayectoria continua hacia el oeste-noroeste mientras permanecía en alta mar. El huracán Douglas finalmente tomó esta última trayectoria. A última hora del 29 de julio, el ojo del huracán estaba bien definido en el radar mexicano, y con una salida favorable en los niveles superiores, temperaturas cálidas en la superficie del mar y una región climatológicamente favorable para huracanes intensos, el NHC pronosticó que Douglas se fortalecería a vientos de 115 mph (185,1 km/h). Al día siguiente, su estructura se volvió atípica, como la de un huracán que se está fortaleciendo, y el ojo no fue visto en las imágenes satelitales por un breve tiempo.
El 31 de julio, Douglas se organizó mucho mejor a medida que giraba más hacia el oeste-noroeste. y alcanzó la categoría de huracán mayor en las escalas de ciclón tropical, o categoría 3 en la escala de huracanes de Saffir-Simpson (EHSS), a unos 205 millas (329,9 km) al suroeste de Manzanillo, Colima. A primera hora del 1 de agosto, Douglas alcanzó vientos máximos de 130 mph (209,2 km/h), equivalentes a la categoría 4. Más tarde ese mismo día, el huracán alcanzó su presión más baja de 946 mbar, a unos 275 millas (442,6 km) al sur del extremo sur de la península de Baja California. Douglas mantuvo su intensidad máxima durante 36 horas, hasta el 2 de agosto, cuando el ojo se volvió menos organizado a medida que la convección general comenzó a debilitarse. El debilitamiento continuó debido a las aguas más frías a medida que Douglas giró hacia el oeste, y el 3 de agosto el huracán se deterioró al estado de tormenta tropical. Como tormenta tropical, hubo una convección profunda mínima, aunque el centro permaneció muy bien definido. El 5 de agosto, Douglas se debilitó a depresión tropical y al día siguiente ya no podía clasificarse como ciclón tropical. La circulación remanente continuó hacia el oeste durante varios días.

## Preparativos
Antes de la llegada de César a Venezuela, se emitió una alerta de tormenta tropical para las zonas al oeste de La Vela de Coro hasta la frontera con Colombia; la alerta se suspendió ese mismo día. El gobierno de Colombia emitió una alerta de tormenta tropical el 25 de julio desde la frontera con Venezuela hasta Barranquilla, así como las islas de Aruba y Curazao. Estas alertas se suspendieron ese mismo día tras el paso de la tormenta.
A medida que César se acercaba a Centroamérica, se emitieron alertas de huracán en Nicaragua 31 horas antes de tocar tierra, lo que dio tiempo suficiente para prepararse. Dado que el huracán Joan había ocurrido tan solo 8 años antes, 10,724 personas fueron evacuadas antes y durante el huracán para refugiarse en campamentos especiales.
El 29 de julio, poco después de que César emergiera al océano Pacífico y fuera reclasificado como depresión tropical Siete-E, el gobierno de México emitió una vigilancia de tormenta tropical desde Puerto Madero hasta Acapulco. Aproximadamente 12 horas después, tras la intensificación de la depresión tropical Douglas, el gobierno mexicano canceló la alerta y emitió una nueva alerta de tormenta tropical desde Salina Cruz hasta Acapulco. Esto se debió a la gran magnitud de los vientos con fuerza de tormenta tropical asociados con Douglas y su proximidad a la costa sur de México. El 30 de julio se emitió brevemente otra alerta de tormenta tropical desde Acapulco hasta Manzanillo.

## Impactos
| País        | Víctimas mortales | Desaparecidos | Daños            | Ref(s)               |
| ----------- | ----------------- | ------------- | ---------------- | -------------------- |
| Colombia    | 14                | —             | $440,000         | [ 18 ] [ 19 ] [ 20 ] |
| Curazao     | 1                 | —             | Desconocido      | [ 21 ]               |
| Costa Rica  | 39                | 29            | $151 millones    | [ 22 ]               |
| El Salvador | 12                | —             | $10,000          | [ 23 ]               |
| Guatemala   | —                 | —             | $500,000         | [ 23 ]               |
| Honduras    | —                 | —             | $500,000         | [ 23 ]               |
| México      | 2                 | —             | $10,000          | [ 23 ]               |
| Nicaragua   | 42                | —             | $50.5 millones   | [ 23 ] [ 24 ]        |
| Venezuela   | 3                 | —             | Desconocido      | [ 25 ]               |
| Total       | 113               | 29            | $202.96 millones |                      |

El huracán César fue un ciclón tropical cargado de humedad que dejó fuertes lluvias a su paso por el sur del Mar Caribe y Centroamérica. Los daños fueron de moderados a extremos debido a deslizamientos de tierra e inundaciones, y al menos 113 personas perdieron la vida. La onda tropical precursora de Cesar produjo lluvias y ráfagas de viento en gran parte de las Antillas Menores.

### Antillas Menores y Sudamérica
En Venezuela, las fuertes lluvias provocadas por la tormenta provocaron inundaciones y deslizamientos de tierra que mataron al menos a cinco personas. En la capital Caracas, 45 personas quedaron sin hogar como consecuencia del temporal. Aunque la tormenta pasó directamente sobre la región, las islas ABC, frente a las costas de Colombia y Venezuela, recibieron escasas precipitaciones, con un máximo de 3,8 mm (0,15 pulgadas) en Curazao. Las ráfagas máximas también alcanzaron los 97 km/h (60 mph) en la isla. Los vientos causaron daños menores a techos y árboles en las tres islas, así como fuertes olas que ahogaron a una persona en Curazao.
Como tormenta tropical, César azotó la costa norte de Colombia, provocando fuertes lluvias y ráfagas de viento. Al menos tres personas murieron en incidentes relacionados con la tormenta, dos de las cuales ocurrieron cuando una avalancha sepultó una casa en Pueblo Bello, al norte del país. Cesar trajo lluvias torrenciales al archipiélago de San Andrés, Providencia y Santa Catalina, frente a la costa este de Nicaragua. Once personas murieron en todo el archipiélago, incluidos ocho niños que fallecieron en un deslizamiento de tierra. En las islas, 60 viviendas perdieron sus techos y numerosos árboles fueron derribados debido a los fuertes vientos. El gobernador local declaró que las pérdidas en Cesar ascendieron a 800 millones de pesos colombianos (USD 440).

### Centroamérica

#### Nicaragua
Las lluvias torrenciales fueron el efecto inmediato de Cesar, alcanzando un máximo de 270 mm (10.7 pulgadas) en Bluefields, Nicaragua, y en muchas otras localidades se registraron más de 150 mm (6 pulgadas). La intensa precipitación provocó deslizamientos de tierra generalizados y el desbordamiento de ríos en todo el país montañoso. La región más afectada fue el lago de Managua, donde el nivel del agua se acercaba a niveles peligrosos. La tormenta causó graves daños en todo el país, dejando aproximadamente 50,5 millones de dólares en pérdidas. Gran parte de los cultivos del país se vieron afectados, lo que provocó escasez de alimentos tras el huracán. Según las autoridades nicaragüenses, Cesar destruyó más de 2.500 viviendas, 39 puentes y 40 km de carreteras. En total, la tormenta cobró la vida de 42 personas y dejó a unas 100.000 sin hogar.

#### Costa Rica
Al igual que Nicaragua, Costa Rica recibió fuertes lluvias provenientes del Cesar, que provocaron deslizamientos de tierra e inundaciones generalizadas. Las crecidas de los ríos dañaron 51 casas y arrasaron 213 más; 72 puentes también quedaron destruidos. La red vial sufrió daños considerables. Costa Rica solicitó ayuda internacional tras la tormenta. En todo el país, al menos 39 personas murieron y los daños ascendieron a 151 millones de dólares. Además, 29 personas figuraban como desaparecidas.

#### El Salvador
A medida que César avanzaba hacia el oeste, provocó fuertes inundaciones y deslizamientos de tierra en el oeste de El Salvador, causando la muerte de nueve personas en la comunidad de José Cecilio del Valle. Otras cuatro personas se ahogaron en otras partes del país.

### México
El huracán Douglas dejó hasta 150 mm (6 pulgadas) de lluvia en la costa sur de México y provocó una marejada ciclónica de 1,2 m (4 pies). Se reportaron dos muertes por ahogamiento en Cabo San Lucas.

## Retiro del nombre
- El nombre César se retiró en la primavera de 1997 y no se volverá a utilizar en la cuenca atlántica. Fue reemplazado por Cristóbal en la temporada de 2002. Dado que el sistema tuvo poco impacto en tierra mientras se llamaba Douglas, este nombre no se retiró de las listas rotativas de nombres del Pacífico Oriental, por lo que se volvió a utilizar.[32]